# 켄 매슈스
케네스 조지프 "켄" 매슈스(영어: Kenneth Joseph "Ken" Matthews, MBE, 1934년 6월 21일 ~ 2019년 6월 2일)는 영국의 경보 선수로 1962년 유럽 선수권과 1964년 하계 올림픽 20km 종목에서 우승하였다.
버밍엄에서 태어난 매슈스는 1957년 이래 서턴콜드필드 근처에 있는 햄스홀(Hams Hall)의 지방 발전소에서 전기공으로 일하였으며, 육상을 위하여 유급 휴가를 택해야 했다.
1959년, 1961년, 1963년과 1964년에 그는 영국 내 3개의 모든 경보 종목 대회에서 우승하였다.
1960년 로마 올림픽에 나갔으나, 20km 경주를 완료하지 못했다. 4년 후 도쿄 올림픽에서 1시간 29분 34초의 신기록을 세우며 우승하였다.
매슈스는 루가노 트로피(IAAF World Race Walking Team Championships) 2회 우승자(1961, 1963)이기도 하다.
2011년 잉글랜드 육상 명예의 전당에 헌액되었다.

## 서훈
- 1977년 대영 제국 훈장 5등급(MBE) 수훈[1]